# Чекай мене
«Чекай мене» — радянська художня військова драма, знята за мотивами однойменного вірша Костянтина Симонова на Центральній Об'єднаній кіностудії художніх фільмів під час Німецько-радянської війни. Прем'єра фільму відбулася 1 листопада 1943 року.

## Сюжет
Німецько-радянська війна. Опинившись в тилу ворога, Єрмолов наказує військовому кореспондентові Вайнштейну доставити в частину плівку з відзнятими аеродромами ворога і записку для дружини — Лізи. Вайнштейн, відійшовши від лісової землянки, де залишився Єрмолов, почув коротку перестрілку та вирішив, що його вбили німці. Пізніше він впевнено повідомив Лізі про смерть Єрмолова, але вона не повірила. Тим часом, Єрмолов, врятувавшись, став командиром партизанського загону. Ліза кожного дня чекала чоловіка, будучи впевненою у тому, що завтра вони побачаться, і, нарешті, після довгої розлуки, дочекалася його.

## У ролях
- Борис Блінов —  Микола Єрмолов
- Валентина Сєрова —  Ліза Єрмолова
- Лев Свердлін —  Михайло Вайнштейн
- Павло Герага —  Федір Левикін, штурман
- Михайло Названов —  Андрій Панов
- Ніна Зорська —  Соня
- Олена Тяпкіна —  Марія Гнатівна
- Антон Мартинов —  Петро Семенович
- Катерина Сипавін —  Паша
- Андрій Апсолон —  стрілок-радист
- Марк Бернес — епізод
- Людмила Глазова — епізод
- Лаврентій Масоха — епізод
- Віра Шершньова — епізод
- Анатолій Алексєєв — епізод
- Варвара Журавльова — епізод

## Знімальна група
- Сценарій — Костянтин Симонов
- Режисери-постановники:

* Олександр Столпер
* Борис Іванов
- Оператор — Самуїл Рубашкін
- Художники:

* Артур Бергер
* Володимир Камський
- Композитор — Микола Крюков
- Звукооператор — Семен Ключевський
- Режисер — Йосип Шапіро
- Монтаж — Євгенія Абдіркіна
- Комбіновані зйомки:

* Оператор — Борис Горбачов
* Художник — Михайло Головатинський
- Текст пісень:

* Костянтин Симонов
* Андрій Апсолон
- Музика пісень:

* Микола Крюков
* Юрій Бірюков
- Директор картини — Микола Сліозберг
- Військовий консультант — Семен Брюмер
- Художній керівник студії — Фрідріх Ермлер